# Kauno Kleemola
Kauno Antero Kleemola (né Klemola le 5 juillet 1906 à Kälviä et mort le 12 mars 1965 à Kannus) est un agriculteur et un homme politique finlandais,.

## Carrière politique
Kauno Kleemola est député de 1939 à 1945 et de 1948 à 1965. 
Il est président du Parlement de 1962 à 1965.
Il est ministre dans les gouvernements suivants :
| #  | Gouvernement   | Période               | Poste                                               | Parti | Parti |
| -- | -------------- | --------------------- | --------------------------------------------------- | ----- | ----- |
| 46 | Miettunen I    | 14.7.1961 - 26.2.1962 | Ministre des transports et des travaux publics      |       | ML    |
| 45 | Sukselainen II | 3.7.1961 - 14.7.1961  | Vice-Premier ministre                               |       | ML    |
| 45 | Sukselainen II | 13.1.1959 - 14.7.1961 | Ministre des transports et des travaux publics      |       | ML    |
| 40 | Fagerholm II   | 3.3.1956 - 27.5.1957  | Ministre du commerce et de l'industrie              |       | ML    |
| 36 | Kekkonen IV    | 9.7.1953 - 17.11.1953 | Ministre de la Défense                              |       | ML    |
| 35 | Kekkonen III   | 20.9.1951 - 9.7.1953  | Vice-ministre des transports et des travaux publics |       | ML    |
| 34 | Kekkonen II    | 17.1.1951 - 20.9.1951 | Vice-ministre des transports et des travaux publics |       | ML    |
| 33 | Kekkonen I     | 24.3.1950 - 30.9.1950 | Vice-ministre des Affaires sociales et de la Santé  |       | ML    |
| 33 | Kekkonen I     | 17.3.1950 - 17.1.1951 | Vice-ministre des transports et des travaux publics |       | ML    |

## Reconnaissance
- Titre de conseiller agricole (Maanviljelysneuvos), 1962[1]